# Центральный военно-морской музей имени императора Петра Великого
Центральный военно-морской музей имени императора Петра Великого (ЦВММ) — один из старейших музеев России и один из крупнейших морских музеев мира, расположенный в Санкт-Петербурге, объект морского историко-культурного наследия.
Музей берёт своё начало от Санкт-Петербургской модель-камеры — хранилища кораблестроительных моделей и чертежей, впервые упомянутой в письме Петра I 13 (24) января 1709 г.
Современная коллекция ЦВММ насчитывает свыше 700 000 единиц хранения, в том числе более 2000 моделей кораблей. Музей имеет шесть филиалов: на крейсере «Аврора», «Подводная лодка Д-2 „Народоволец“», «Кронштадтская крепость» в Санкт-Петербурге; «Дорога жизни» (пос. Ладожское озеро Ленинградской обл.), Музей Балтийского флота (г. Балтийск), Корабль боевой славы «Михаил Кутузов» (г. Новороссийск), Музей Черноморского флота (г. Севастополь).

## История
История музея ведётся с 1709 года, когда Петром I впервые упоминается Модель-камера (от нидерл. model-kammer — комната моделей, кладовая образцов), где хранились корабельные чертежи и модели. Модель-камера располагалась в Главном Адмиралтействе, где строились корабли Балтийского флота.

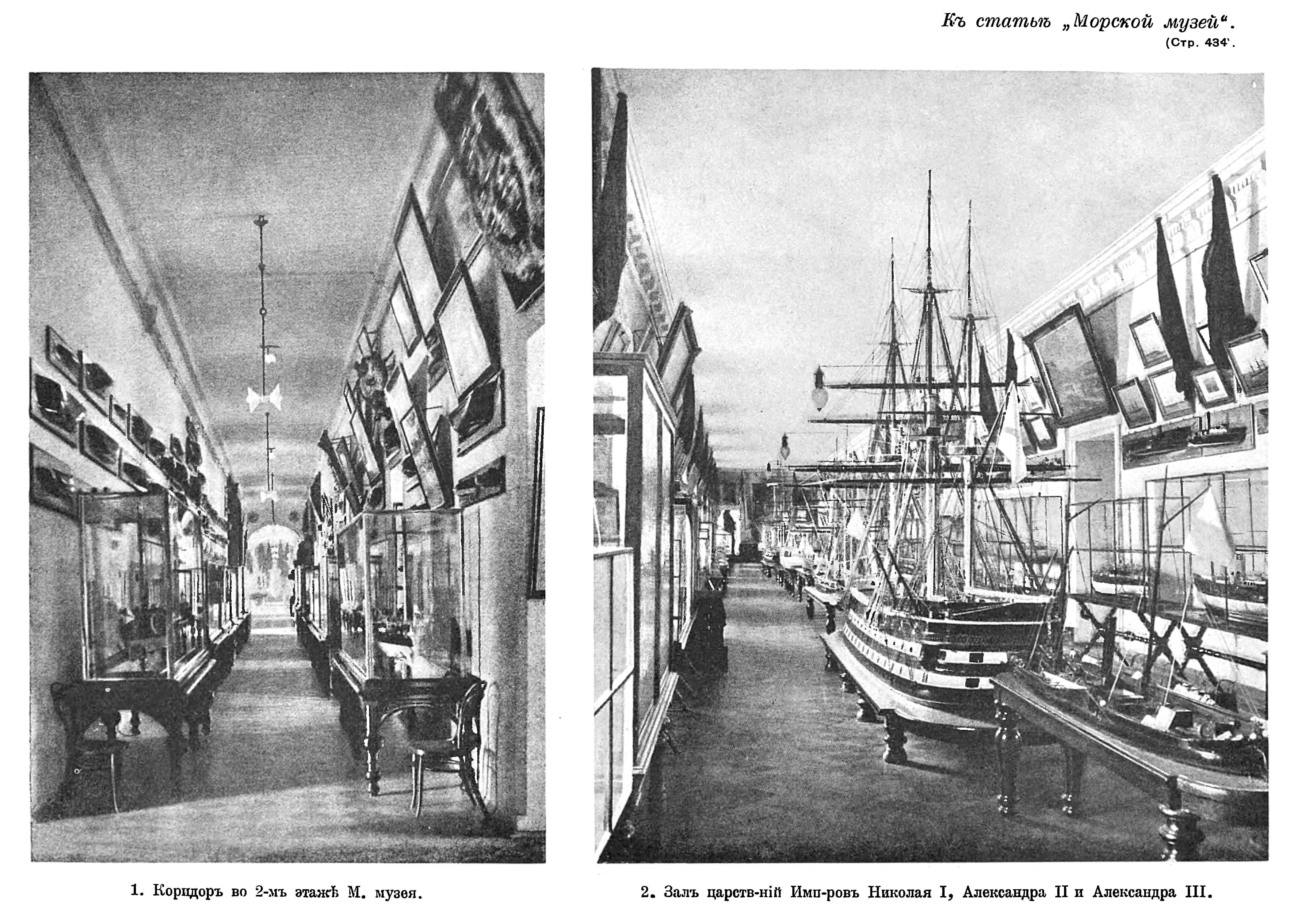
Экспозиции Морского музея незадолго до Октябрьской социалистической революции.

В 1722 году вышел в свет «Регламент о управлении адмиралтейства и верфи», который гласил: «Когда зачнут который корабль строить, то надлежит приказать тому мастеру, кто корабль строит, сделать половинчатую модель на доске, и оную купно с чертежом по спуске корабля, отдать в коллегию Адмиралтейскую». Подобных полумоделей XVIII века, выполненных согласно «Регламенту», до нашего времени сохранилось порядка восьмидесяти.
Развитие судостроения привело к тому, что кораблестроительные модели стали постепенно заменять теоретическими чертежами. Коллекция потеряла своё практическое значение и в 1805 году была преобразована в «Морской музеум». Он был закрыт в 1827 году распоряжением императора Николая I.
Инициатором возрождения музея стал видный историк флота капитан 2-го ранга С. И. Елагин, выступивший по этому поводу в печати. Инициативу Елагина поддержал морской министр адмирал Н. К. Краббе, своим приказом создавший комиссию по воссозданию музея (её возглавил управляющий делами министерства К. А. Манн, в состав комиссии вошли С. И. Елагин и Л. А. Ухтомский). Морской музей был торжественно открыт 27 августа 1867 года. В первое десятилетие делами музея управлял Н. М. Баранов, который вёл работу по сбору коллекций и материалов с огромной энергией, много работал в архивах, разыскал в забытых складах многие уникальные экспонаты, убедил сотни морских офицеров и адмиралов передать в музей семейные реликвии, а также подготовил и издал первый каталог музея. С момента воссоздания и до 1917 года Морской музей находился в ведении Морского технического комитета.
К концу XIX века Морской музей стал значительным российским культурным и научным центром, приобрёл известность во всем мире. С 1867 по 1917 годы музей участвовал в 32 выставках (6 всемирных, 7 международных, 2 зарубежных национальных, 17 отечественных), на которых он был удостоен многих наград.
В конце XIX века под музей были выделены обширные помещения третьего этажа здания Адмиралтейства (ранее он работал в скромных помещениях второго этажа западного крыла этого здания). В 1900—1904 годах экспозиция музея была значительно перестроена и расширена. В 1908 году, перед торжественным празднованием 200-летия музея, ему было присвоено имя основателя — Петра Великого. С 1911 по 1917 годы исполняющим должность начальника Морского музея имени Императора Петра Великого был герой русско-японской войны, военный историк, капитан 1-го ранга А. А. Попов 2-й. 
Сменив в послереволюционное время ряд наименований, заведение стало в 1924 году Центральным военно-морским музеем. В августе 1939 года Центральному военно-морскому музею было передано одно из красивейших строений Ленинграда — здание бывшей фондовой Биржи. Реконструкция помещений под музейную экспозицию, фондохранилище и проект музея разработаны архитектором М. А. Шепилевским. В феврале 1941 года открылась экспозиция в новых залах, но через четыре месяца началась Великая Отечественная война. Наиболее ценные экспонаты были эвакуированы в Ульяновск. В июле 1946 года вернувшийся из эвакуации музей вновь открыл свои двери для посетителей.
После войны начинает создаваться современная сеть филиалов Центрального военно-морского музея. В 1956 году открывается филиал на крейсере «Аврора» — первом в СССР корабле-музее. В 1972 году в посёлке Осиновец на берегу Ладожского озера был открыт филиал «Дорога жизни». В 1980 году в здании Кронштадтского Морского собора начал работу филиал «Кронштадтская крепость». Работы по созданию филиала на одной из первых подводных лодок советской постройки — Д-2 («Народоволец») завершились открытием в 1994 году мемориального комплекса, который стал первой в России полностью музеефицированной подводной лодкой.

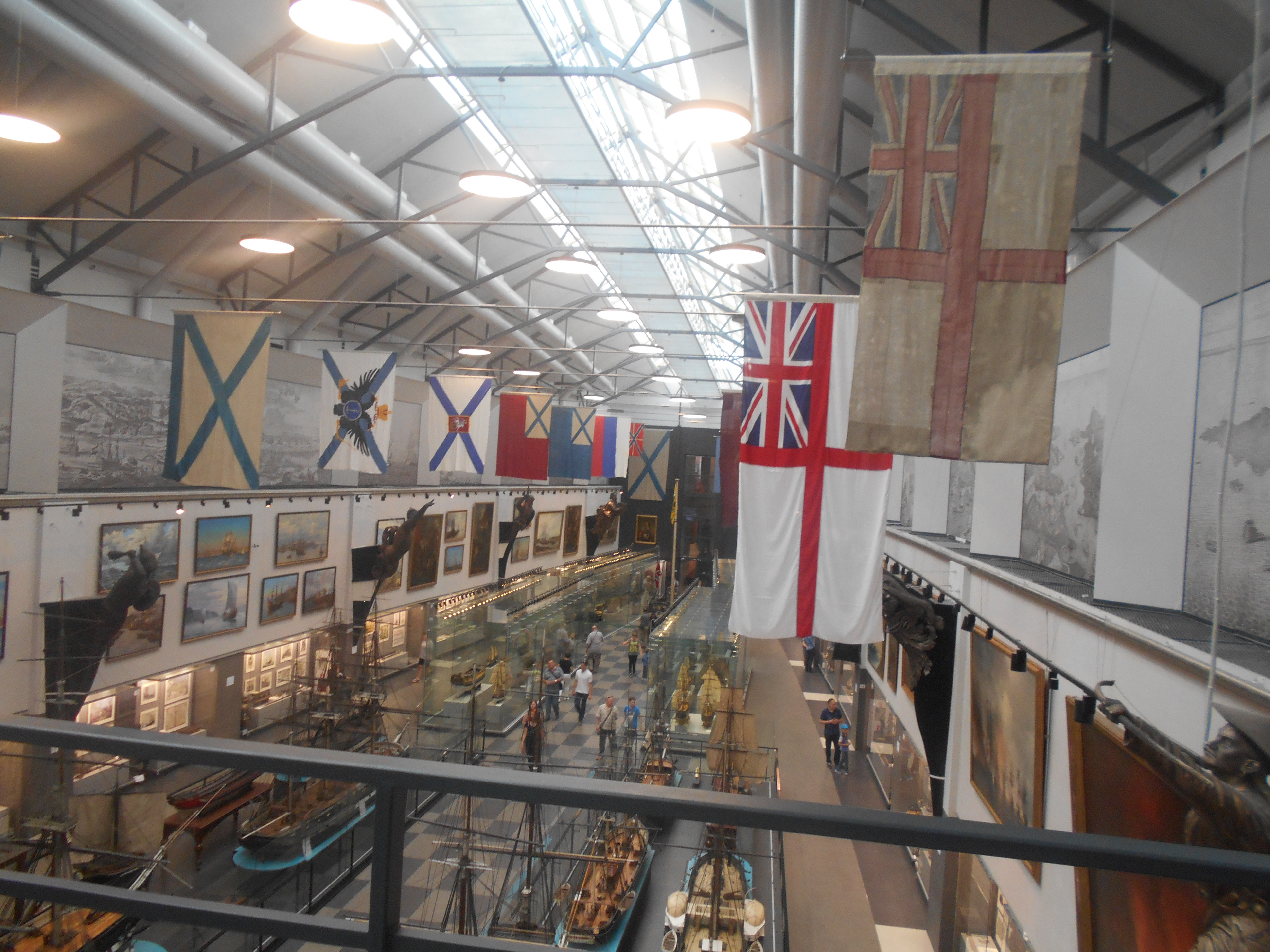
Главный зал ЦВММ

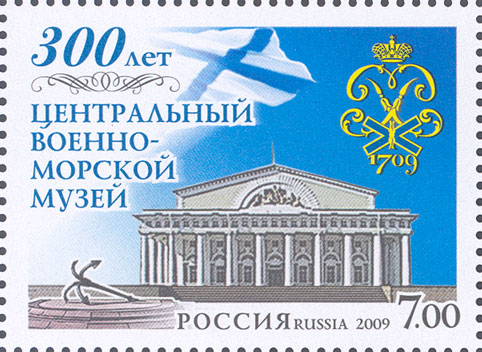
Здание Музея на Стрелке Васильевского острова, эмблема Музея (справа вверху), Андреевский флаг на почтовой марке России 2009 года, посвящённой 300-летию Музея

В 1977 году был открыт филиал ЦВММ «Чесменская победа», экспозиция которого целиком была посвящена истории Чесменского сражения 24—26 июня 1770 года. Впоследствии здание храма, в котором располагался филиал ЦВММ и благодаря существованию которого памятник архитектуры, состоящий под охраной ЮНЕСКО, удалось сохранить, было передано епархии, музейная экспозиция была перемещена в павильон Адмиралтейство Царскосельского Екатерининского парка (Царское Село, г. Пушкин, ул. Парковая, 7), а спустя несколько лет музей был вовсе расформирован.
Работа по пропаганде истории флота получила высокую оценку — в 1975 году указом Президиума Верховного Совета СССР Центральный военно-морской музей был награждён орденом Красной Звезды.
В 2012 году существующие филиалы ЦВММ получили статус структурных подразделений музея. К ним добавились Музей Балтийского флота в Балтийске и Корабль боевой славы «Михаил Кутузов» в Новороссийске.
В апреле 2013 года завершён перевод музейного собрания ЦВММ в отреставрированный комплекс Крюковских (Морских) казарм. Летом 2013 года начали работать выставочный комплекс из шести залов, экспозиция в атриуме и первая очередь основной экспозиции в составе 6 залов. Ко Дню Военно-Морского Флота, 27 июля 2014 года, полностью открыта для посещения экспозиция в составе 19 залов.

## Коллекция музея
Собрание ЦВММ на 1 января 2015 года насчитывает свыше 719 000 музейных предметов, объединённых для хранения в 8 фондов и систематизированных в составе 57 коллекций — самых разнообразных по материалу изготовления, размерам и габаритам. 

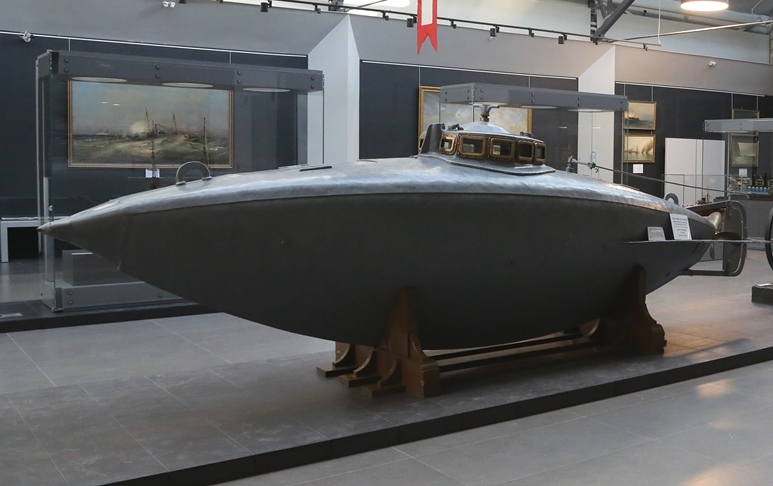
Подводная лодка конструкции С. К. Джевецкого

### Корабельный фонд
Корабельный фонд насчитывает свыше двух тысяч уникальных моделей кораблей, а один из самых ценных музейных экспонатов — знаменитый ботик Петра I, который часто называют «Дедушкой русского флота». Большой интерес представляют также подводная лодка конструктора Степана Карловича Джевецкого 1881 года, модели кораблей в масштабе 1:12 и уникальные модели кораблей неосуществлённых проектов советского времени. 

### Оружейный фонд
Коллекция оружия представляет собой предметы вооружения разных времён и разных стран. Среди ценных экспонатов — старинные русские пушки, отлитые из меди Семёном Чугункиным в 1618 году и мастером Иосифом Балашевичем в Глухове в 1692 году, среди экспонатов также личное оружие членов императорской семьи и знаменитых русских флотоводцев.

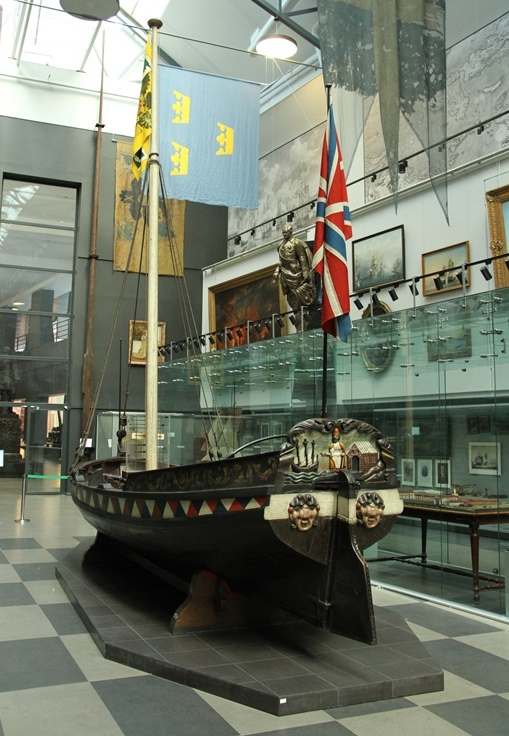
Ботик Петра I

### Изофонд
Коллекция насчитывает более 62 000 произведений живописи, графики и скульптуры таких известных мастеров, как Иван Айвазовский, Пётр Клодт, Александр Брюллов, Марк Антокольский, Михаил Микешин и других русских и зарубежных художников и скульпторов.

### Знамённый фонд
Кроме коллекции медалей, флагов и знамён, здесь хранится форма моряков XVIII—XIX веков, современная униформа ВМФ. Представлена коллекция фалеристики — воинских знаков отличия, нумизматики и бонистики — редких монет и денежных знаков.

### Документальный фонд
Здесь хранятся подлинные документы с автографами русских императоров, в том числе Петра I, а также Морской Устав 1720 года и петровские жалованные грамоты, документы периода Великой Отечественной войны и уникальные материалы с подписями русских флотоводцев.

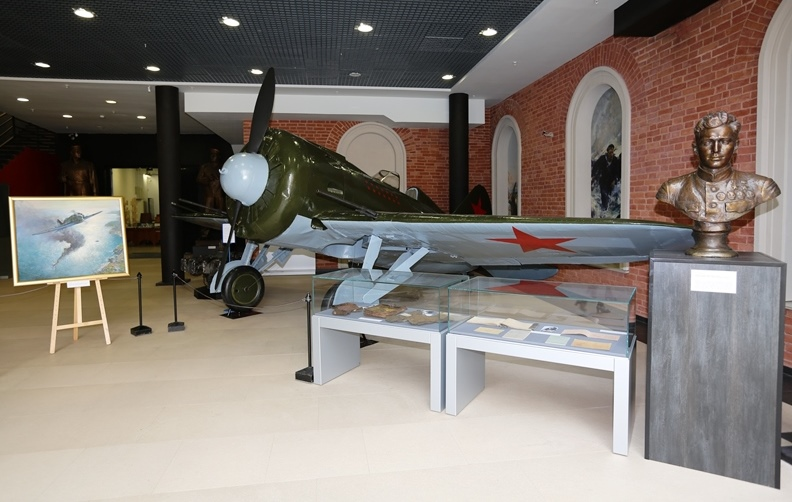
Самолёт И-16 Б. Ф. Сафонова

### Фотонегативный фонд
Собрание этого фонда содержит фотографии и фотоальбомы, открытки и негативы, начиная с середины XIX века и до наших дней. Это крупнейшая в России коллекция морской фотографии (около 280 тыс. единиц хранения).

### Чертёжный фонд
Чертёжный фонд насчитывает около 18 000 чертежей кораблей и судов, книг по истории кораблестроения, документы с проектами кораблей, чертежи кораблей с автографами Петра Великого и других выдающихся деятелей государства и флота.

### Специальный фонд
Специальный фонд представляет собой коллекцию наград, ювелирных изделий и сувениров из офицерских кают-компаний, изготовленных из драгоценных металлов и камней такими известными мастерами, как Карл Фаберже и Павел Овчинников, Александр Любавин и другими талантливыми ювелирами. В коллекции находятся ордена, медали и памятные знаки, закладные доски.

## Экспозиция
Экспозиция музея состоит из девятнадцати основных залов и выставочного комплекса временных экспозиций.

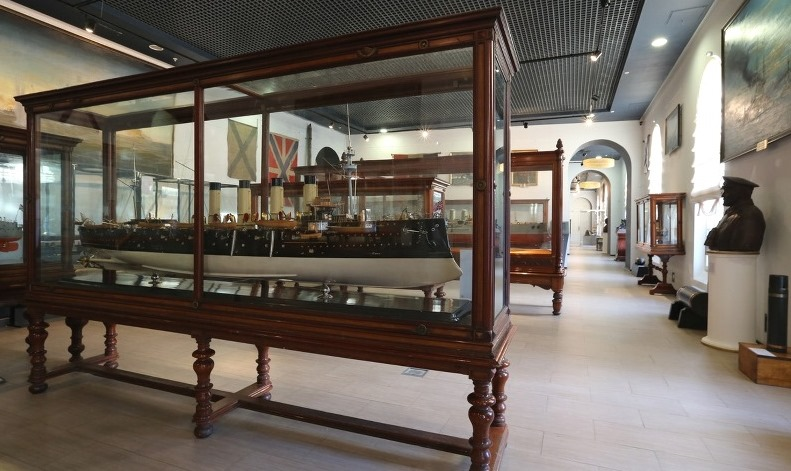
Экспозиция ЦВММ

### Разделы экспозиции
- Зал Славы Российского флота
- Российский императорский флот в конце XIX — начале XX в.
- Русско-японская война 1904—1905 гг. Бой крейсера «Варяг»
- Русско-японская война 1904—1905 гг. Оборона Порт-Артура и Владивостока
- Русско-японская война 1904—1905 гг. Цусимское сражение
- Воссоздание Российского императорского флота. 1905—1914 гг.
- Балтийский флот в Первой мировой войне. 1914—1917 гг.
- Черноморский флот и Флотилия Северного Ледовитого океана в Первой мировой войне.
- Флот в период Революции 1917 г., Гражданской войны и иностранной интервенции 1917—1922 гг.
- ВМФ СССР в межвоенный период. 1922—1941 гг.
- Великая Отечественная война. ВМФ СССР в 1941 г.
- Великая Отечественная война. ВМФ СССР в 1942 г.
- Великая Отечественная война. ВМФ СССР в 1943 г.
- Великая Отечественная война. ВМФ СССР в 1944—1945 гг.
- Строительство ВМФ СССР на опыте Второй мировой войны. 1945—1955 гг
- Строительство флота на базе научно-технической революции. 1955—1965 гг.
- Создание в СССР океанского ракетно-ядерного флота. 1965—1975 гг.
- Океанский ракетно-ядерный флот. 1975—1991 гг.
- Военно-Морской Флот Российской Федерации.

## Филиалы
- На крейсере «Аврора»

Адрес: Санкт-Петербург, Петровская набережная, крейсер «Аврора».
Режим работы: ежедневно с 11:00 до 18:00, кроме понедельника и вторника.
- Кронштадтская крепость

Адрес: г. Кронштадт, Якорная площадь, 1
- «Дорога жизни»

Адрес: Ленинградская область, Всеволожский р-н, пос. Ладожское озеро.
Транспорт: из Санкт-Петербурга — электропоезд с Финляндского вокзала до ст. «Ладожское озеро»
- Музей Балтийского флота

Адрес: Калининградская область, г. Балтийск, ул. Кронштадтская, 1.
Режим работы: ежедневно с 11:00 до 18:00, кроме понедельника и вторника.
- Корабль боевой славы «Михаил Кутузов»

Адрес: Краснодарский край, г. Новороссийск, ул. Новороссийской республики, 2А.
Транспорт: автобусами, троллейбусами до остановки «Кинотеатр „Смена“»
- Мемориальный комплекс Подводная лодка Д-2 «Народоволец»

Адрес: Санкт-Петербург, Шкиперский проток, 10.

## Награды
- Орден Красной Звезды (1975 год)[10].
- Благодарность Президента Российской Федерации (4 декабря 2023 года) — за многолетнюю культурно-просветительскую деятельность, большой вклад в военно-патриотическое воспитание молодёжи[11].
- Благодарность Министра культуры Российской Федерации (29 января 2004 года) — за многолетний и плодотворный труд, за заслуги в области сохранения и развития культуры и искусства и в связи с 295-летием со дня основания Центрального военно-морского музея, Санкт-Петербург[12].
- Почётный диплом Законодательного Собрания Санкт-Петербурга (21 января 2009 года) — за выдающийся вклад в сохранение и развитие культуры и истории Санкт-Петербурга и в связи с 300-летием со дня основания[13].